# Ali Pacha de Janina
Pour les articles homonymes, voir Ali Pacha.
Ali Pacha, dit de Janina ou parfois de Tepelena, né vers 1750 et mort le 5 février 1822, est le gouverneur d’origine albanaise de la région de l'Épire au service de l'Empire ottoman. Il tente de se rendre indépendant au début du XIXe siècle  par une guerre asymétrique avec l'Empire ottoman. Sa révolte est l'une des causes centrales qui mènent à la Révolution grecque, qui se déclenche à la faveur de l'instabilité et du fait que les armées ottomanes sont occupées en Épire.
Plusieurs légendes entourent son histoire. Il fut d'ailleurs le premier à les diffuser, voire à les inventer afin d'accroître la terreur qu'il inspirait. Ali lui-même avait conté ses exploits au consul de France aux îles Ioniennes, Julien Bessières. Ses histoires ont été ensuite reprises et amplifiées par Alexandre Dumas pour sa collection de nouvelles Les Crimes célèbres et par Victor Hugo dans Les Orientales. La fin d'Ali Pacha apparaît aussi de façon romancée dans Le Comte de Monte-Cristo d'Alexandre Dumas.

## Biographie

### Débuts
Il naquit à Tepelena, petite ville du Sud de l'Albanie, dans une famille de potentats locaux. Son grand-père Moktar serait mort, les armes à la main, lors de l'expédition des Ottomans contre Corfou en 1716. Son père Véli fut brièvement gouverneur de Delvinë mais mourut vers 1762. Sa mort ruina en grande partie la famille, dont sa mère Hamko prit la tête. Ils réussirent à prendre le contrôle de leur clan en éliminant d'autres membres de la famille, dont des cousins d'Ali. Ils furent cependant chassés de leurs possessions de Tepelena par des ennemis du voisinage, Hamko étant même capturée et violée par certains d'entre eux, les habitants de Khormovo et de Gardiki (en).
Il se maria avec la fille de Kaplan, pacha de Delvinë, vers 1764 ou 1770 selon les sources. Elle lui donna deux fils qui survécurent jusqu'à l'âge adulte : Moktar et Véli.
À la tête d'une troupe de partisans, il lui est attribué divers exploits et participations à des conflits entre seigneurs locaux, dont peut-être une guerre entre l'aga de Margariti, Suleiman, et les Souliotes, en 1772.
Il fut arrêté par le pacha de Berat, Kurt Ahmed Pacha, vers 1775. Il réussit cependant à échapper à tout châtiment en entrant au service de ce dernier, et se distingua en 1776 lors d'un conflit entre celui-ci et le pacha de Shkodër, Mehmed Bushati (en). Il rompit cependant avec Kurt Pacha et reprit une vie errante.
Entre novembre 1778 et mars 1779, il devint le lieutenant (kehaya) du nouveau dervenci-paşa (grand prévôt des routes), nommé à la place de Kurt Pacha à ce poste. Pendant cette courte période, il amassa une fortune considérable et noua des contacts avec des chefs influents d'armatoles chrétiens et de mercenaires musulmans. Il put ainsi opposer une forte résistance à Kurt Pacha lorsque celui-ci récupéra son ancien poste de dervenci-paşa en mars 1779. Il entretenait une agitation et des brigandages dans la région, afin de discréditer l'action de Kurt Pacha et de se rendre indispensable aux yeux du gouvernement. La guérilla entre ses troupes et celles de Kurt Pacha dura plusieurs années.
Début 1783, il prit contact avec les Vénitiens (qui possédaient plusieurs ports sur la côte épirote), alors en litige frontalier avec un protégé de Kurt Pacha, Mustafa Pacha Kokka, gouverneur de Delvinë depuis septembre 1782. En échange de son aide (Ali fomentant des troubles dans la région pour discréditer Mustafa), les Vénitiens devaient appuyer la candidature d'Ali au poste de pacha, par l'intermédiaire de leur ambassadeur à Constantinople. Par ailleurs, le gouvernement ottoman était aux prises avec des mercenaires albanais qui demandaient le paiement d'arriérés de solde pour leur participation à l'écrasement de la révolution d'Orloff en 1769 – 70 ; sa stratégie était de se concilier les principaux chefs albanais par des cadeaux et des honneurs. Ali fut finalement nommé pacha en mars 1784 en échange de sa coopération avec le pouvoir central.
Au cours de l'été 1784, il se vengea des habitants de Khormovo en rasant le village, massacrant la population et faisant rôtir sur une pique leur chef. En août 1784, il fut nommé gouverneur de Delvinë, puis de Ioannina (Janina) fin 1784, mais il fut déposé peu après à la suite de plaintes de la population. Refusant d'abandonner la ville, il en fut chassé par Kurt Pacha.
Il fut ensuite nommé gouverneur de Trikala en 1786, puis dervenci-paşa en 1787 ; il prit définitivement le contrôle de Ioannina au printemps 1787, à la mort de Kurt Pacha. Cet état de fait fut confirmé à la fin de l'année par le sultan, qui le nomma officiellement pacha de Ioannina en récompense de sa campagne contre Kara Mahmud Bushati (en) au cours de l'été 1787.

### Pacha de Janina

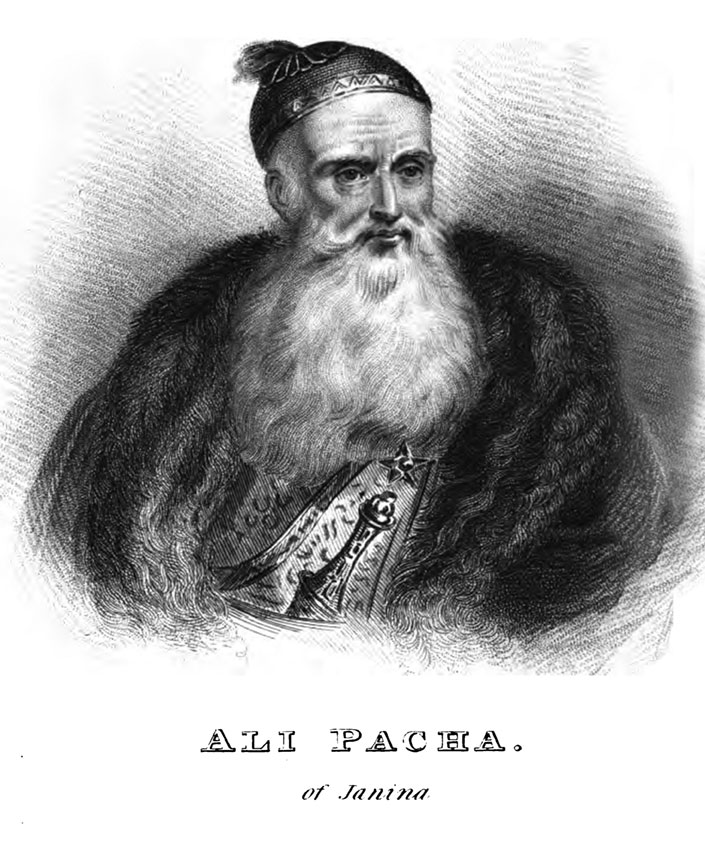
Ali Pacha de Janina.

Ali devint alors de plus en plus influent. Son fils aîné, Moktar, fut nommé pacha de Trikala. Ali poursuivit la guerre avec le successeur et gendre de Kurt Pacha à Berat, Ibrahim.
Poursuivant une politique de centralisation du pouvoir, Ali s'attaqua progressivement aux différentes communautés autonomes ou pouvoirs féodaux de la région, chrétiens ou musulmans. Il envoya ainsi deux expéditions militaires contre les Souliotes, une confédération armée de clans épirotes chrétiens orthodoxes. Mais toutes les tentatives pour conquérir le massif du Souli se soldèrent par des échecs (1792 – 1793) et il se tourna alors vers Arta qu'il conquit en 1796, et Himarë en 1798. En 1797 et 1798, il participa au sein de l'armée ottomane aux campagnes contre Osman Pazvantoğlu.

### Guerre contre la France
En octobre 1797, Bonaparte s'était emparé à la suite du traité de Campo-Formio des possessions de Venise en mer Ionienne, y compris les dépendances continentales de Parga, Prévéza, Butrinte et Vonitsa en Épire, qu'Ali cherchait à annexer. Ali Pacha chercha d'abord à se concilier les bonnes grâces de ses nouveaux voisins français. Mais, en 1798, la campagne d'Égypte provoqua la guerre entre la France et l'Empire ottoman. Ali Pacha revint du siège de Vidin et attaqua les possessions françaises sur le continent, après avoir capturé par traîtrise le vice-commandant de la garnison de Corfou, Nicolas Roze, et des émissaires français. Après avoir conquis facilement Butrinte, il battit les Français près de Nicopolis et captura le général de La Salcette, et s'empara de Prévéza et de Vonitsa. Ses troupes participèrent ensuite avec les Russes au siège de Corfou, qui capitula en mars 1799. Il conserva quelques-uns de ses prisonniers français (parfois des déserteurs qui avaient à craindre d'un retour), qu'il chargea d'organiser ses troupes. Il dut cependant abandonner ses conquêtes sur le continent, qui obtinrent une autonomie dans le cadre de la nouvelle république des Sept-Îles créée à la suite du traité russo-ottoman en avril 1800.

### Apogée

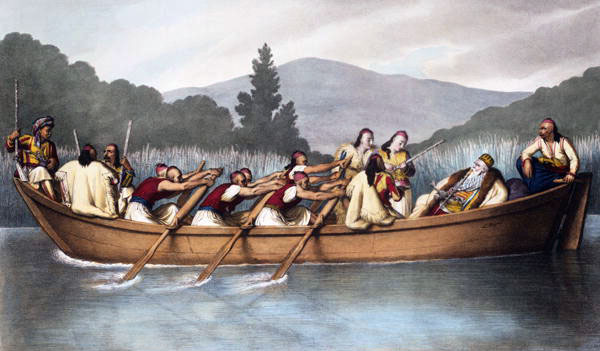
Ali Pacha à la chasse
par Louis Dupré, 1825.

Il repart en guerre contre les Souliotes à partir de 1798, et les réduit finalement par la faim en 1803. Son prestige s'accroît. Il écrase ensuite une coalition des beys rebelles du Sud de l'Albanie (1804). Son second fils Véli obtient le pachalık de Morée en 1807. En 1809-1810, après plusieurs années de conflit, il prend le contrôle du dernier pouvoir local encore indépendant, le pachalik voisin de Berat (en), attribué à son fils aîné Moukhtar.
En 1806, après la mort de la sultane validé qui protégeait cette région, il s'empare du sandjak de Karlieli (Étolie-Acarnanie). En 1809, toute l'Épire, le Sud de l'Albanie, la moitié occidentale de la Macédoine, la plus grande partie de la Livadie (l'ancienne Phocide), l'Acarnanie, le sandjak de Trikala, et les régions d'Arta et de Prévéza lui obéissent. Ali Pacha gouverne alors près de deux millions de sujets et a une troupe régulière estimée à dix ou douze mille hommes, sans compter tous les irréguliers, klephtes et autres qui lui obéissent.
En 1810, son armée commandée par son fils aîné prend part à la guerre russo-ottomane en Bulgarie, et participe aux combats du siège de Roussé.

#### Relation avec les Occidentaux
Il devient un interlocuteur pour les puissances européennes qui voient en lui un allié potentiel en cas de tentative de conquête d'un Empire ottoman que tout le monde pensait moribond. Napoléon nomme François Pouqueville consul général auprès d'Ali Pacha en 1806. Quant aux Britanniques, ils envoient le colonel d'artillerie William Martin Leake en tant que conseiller ou instructeur militaire entre 1804 et 1810. Leake est aussi chargé de faire des relevés de toutes les fortifications ottomanes. François Pouqueville et Leake ont laissé des descriptions détaillées de la région et du gouvernement d'Ali Pacha.
Le plus célèbre récit concernant Ali Pacha reste la lettre que Lord Byron envoya à sa mère le 12 novembre 1809. Il venait d'être reçu avec le plus grand respect et la plus grande déférence possible par le pacha de Janina, preuve de plus que celui-ci cherchait à se concilier les bonnes grâces de l'Occident. Lord Byron ne tarit pas d'éloges sur Ali Pacha dans cette lettre. Il en donne aussi une description détaillée où il expose leur relation ambigüe : « Ali Pacha mesurait autour d'un mètre soixante-cinq, était gras, mais pas gros. Il avait le visage rond et les yeux bleus ».

#### Épisode de Parga
De ses relations chaleureuses avec les Britanniques, Ali Pacha ne retire finalement que la possession de Parga, en décembre 1815 (mais sans la population, qui préfère s'exiler par mer à Corfou après avoir brûlé ses morts). La façon dont il obtient cette ville fait partie des faits avérés qui donnent corps à toutes les histoires rapportant sa ruse et sa rapacité. Les Britanniques avaient fait l'inventaire de la ville qui fut estimée à £ 500 000. Ali Pacha savait que les habitants voulaient quitter la ville, mais ne pouvaient pas emporter grand-chose sur leurs bateaux de pêche. Les morts ayant été oubliés dans l'inventaire, Ali Pacha les prit en otage. Il négocia avec les habitants la crémation ou l'exhumation en vue d'emporter les ossements. Les habitants durent lui laisser leur argenterie et or sous peine de voir leurs ancêtres profanés. Une fois le départ en cours, Ali Pacha fait valoir aux Britanniques que sans population Parga ne valait plus autant, et fait descendre la somme à £ 150 000. Il paie cette somme, en grande partie avec l'argenterie et les bijoux des habitants, et prend ainsi possession, à très bon marché, d'un port et de deux forteresses convoitées depuis longtemps.

### Désirs d'indépendance
Le sultan Mahmoud II, monté sur le trône en 1808, poursuivait une politique de centralisation du pouvoir et de diminution des autonomies des gouverneurs, qui s'étaient accrues à la faveur des troubles ayant agité l'Empire ottoman à la fin du XVIIIe siècle et au début du XIXe. Dès 1812, il profite du scandale causé par le massacre par Ali de la population musulmane de la ville de Gardiki (Sud de l'Albanie actuelle) pour transférer son fils Véli du pachalik de Morée à celui de Larissa, nettement moins important. En 1819, à la faveur de plaintes contre l'administration de Véli, il le transfère au pachalik insignifiant de Lépante.
Ali Pacha, qui se croit alors assez puissant, et assez soutenu par l'Occident pour tenter d'affirmer son indépendance vis-à-vis du pouvoir ottoman, envoie en février 1820 des assassins contre un de ses ennemis, Ismaël Bey, réfugié à Constantinople et ayant obtenu la faveur du sultan. Ayant échoué dans leur tentative, ses hommes sont arrêtés, torturés, et reconnaissent avoir été envoyés par Ali Pacha. Un firman (décret) est alors envoyé à Ali Pacha, le révoquant de ses charges s'il ne venait pas s'expliquer devant le Sultan à Constantinople. Ce voyage ne pouvait avoir qu'une issue pour Ali Pacha : la mort. Il choisit donc la révolte ouverte à partir de mars 1820.

### Campagne et siège de Ioannina

Carte de la région.

Ali Pacha possédait en théorie l'avantage sur son adversaire, pouvant s'appuyer sur une armée nombreuse et aguerrie, défendant un territoire montagneux d'accès difficile. Il appela en outre à la révolte contre l'autorité ottomane les beys albanais et les chrétiens de la région. Son fils Moukhtar, pacha de Berat, devait défendre l'Albanie centrale ; Alexis Noutzos, primat de Zagori, Tahir Abbas, chef de la police, et Omer Vryonis devaient tenir les passes montagneuse du Pinde ; l'armatole Androutsos avait la charge de la Béotie et de la Phocide ; enfin son second fils Véli était basé à Lépante. Lui-même devait coordonner les opérations depuis Ioannina.
De son côté, l'armée impériale ottomane, sous le commandement d'Ismaël, devenu Ismaël Pacha, était principalement composée de troupes féodales manquant de cohésion ; Moustaï, le pacha de la province semi-autonome de Shkodër, dans le Nord de l'Albanie, bien que rival d'Ali, n'avait pas forcément intérêt à la destruction de son voisin ; une troisième armée était placée sous le commandement de Pehlevan Pacha, un vétéran de la guerre russo-turque, et se dirigea vers la Béotie ; enfin la flotte ottomane gagna la mer Ionienne sous le commandement du Capitana bey (vice-amiral) Kara Ali.
Contrairement à ce qui était attendu, les troupes d'Ali n'opposèrent presque aucune résistance à leurs adversaires et la plupart de leurs généraux passèrent rapidement dans le camp ottoman.
Moustaï Pacha fut le premier à attaquer, par le nord, mais après avoir atteint Elbassan, il prétexta des mouvements chez ses ennemis monténégrins pour rebrousser chemin.
Pehlevan Pacha occupa facilement le Sud de la Grèce centrale, Androutsos ayant été expulsé de Livadia par ses habitants et Véli Pacha ayant fui Lépante ; il franchit ensuite la passe du Makrynoros et occupa Arta, au sud de Ioannina.
L'armée impériale ottomane commandée par Ismaël Bey traversa le Pinde en contournant Metsovo où était basé Omer Vryonis avec 15 000 hommes ; ce dernier abandonna alors Ali et dispersa son armée.
À l'ouest, l'arrivée de la flotte ottomane entraîna la reddition de Preveza, où s'était replié Véli qui négocia sa reddition en échange d'une amnistie. Au nord, son frère Moukhtar, après avoir abandonné Berat pour se fortifier dans Argyrokastro, fit de même.
L'armée ottomane mit donc le siège devant Ioannina début septembre 1820. La ville était défendue par plusieurs fortifications : la forteresse de Lithariza défendait l'accès à la vieille ville (le Kastro), qui comportait à l'intérieur des remparts le palais principal d'Ali, fortifié lui aussi, situé sur un promontoire au bord du lac Pamvotis. Des magasins de provisions et des fortifications étaient construites sur l'île du lac, reliée à la ville par une flottille.
Bien fortifiée et bien pourvue en stocks alimentaires et en munitions, la ville pouvait tenir longtemps et le siège s'éternisa. Ismaël commit plusieurs erreurs, et entraîna par son comportement un nouveau revirement de la part des anciens généraux d'Ali et de ses propres alliés, qui rejoignirent Ali Pacha. Il fut finalement déchu de son commandement en faveur de Khursit Pacha, qui venait d'être nommé pacha de Morée. Khursit prit la tête des troupes impériales début mars 1821, tandis qu'Ismaël était relégué à la défense d'Arta. Khursit Pacha essaya progressivement de détacher les alliés d'Ali de sa cause, et d'obtenir leur ralliement à l'armée ottomane.
Une partie des hommes au service d'Ali étaient des klephtes et armatoles chrétiens. Lors de l'insurrection grecque à partir de mars 1821, Ali Pacha sembla épouser ainsi la cause grecque, et ses troupes collaborèrent avec les insurgés au début de la guerre d'indépendance. Il s'allia notamment avec ses anciens ennemis les Souliotes, auxquels il rendit leur ancien territoire.
Plusieurs forteresses défendant Ioannina tombèrent successivement, parfois par trahison ; fin novembre 1821, Ali fut abandonné par une partie de ses troupes musulmanes albanaises, qui préfèrent rejoindre le camp ottoman lorsqu'elles s'aperçurent que leurs alliés grecs révoltés ne luttaient pas réellement pour soutenir la révolte d'Ali mais voulaient en réalité renverser la domination musulmane sur la Grèce.

### Fin
Ali, réfugié dans un réduit fortifié du Kastro de Ioannina après la reddition des principales forteresses, pouvait encore résister à un long siège. En janvier 1822, il fut à son tour victime d'une ruse, comme celles qu'il affectionnait. Khursit fit croire à Ali qu'il pouvait encore obtenir le pardon en échange de sa reddition. Ali Pacha accepta de se retirer avec sa famille et des otages sur l'île du lac, laissant la forteresse à la garde de quelques fidèles avec ordre de la faire sauter avec ses richesses si besoin. Il accepta néanmoins peu après de livrer la forteresse.
Le 5 février, il laissa entrer la délégation chargée de lui apporter un firman de pardon dans sa résidence insulaire. Lorsqu'il comprit qu'il n'avait affaire qu'à des sicaires, il se défendit les armes à la main jusqu'à la mort. Sa tête fut ensuite tranchée, exposée trois jours à Janina puis momifiée et envoyée à Constantinople où elle fut à nouveau exposée. Ses fils et leur famille, assignés à résidence en Asie Mineure depuis leur reddition, furent alors exécutés.

## Postérité
Alexandre Dumas exploite le récit de sa mort dans le cadre de son roman, Le Comte de Monte-Cristo, en faisant de la chute de Fernand Mondego un épiphénomène de la chute d'Ali. En effet, Fernand Mondego ayant été officier à la disposition d'Ali Pacha, et ayant contribué à sa perte tout en faisant croire qu'il avait tenté de le sauver, Monte-Cristo fait témoigner Haydée, la fille du pacha, qu'il a recueillie, pour le confondre devant la Chambre des pairs.
Ali Pacha est également mentionné dans le récit autobiographique de Giuseppe Ferlini relatant sa découverte du trésor de la reine Amanishakhéto. L'aventurier italien indique comme première étape de sa carrière, après son départ de Bologne, qu'il a passé trois ans en Albanie au service « d'Ali-pacha de Janina » avant de partir à la mort de ce dernier pour la Morée.